# خروع
الخِرْوَع  أو التُّبشُع أو شجرة زيت الخروع أو جار أو  اسيبقار (بالإنجليزية: Castor oil plant) واسمه العلمي (باللاتينية: Ricinus communis) هي بذور وأوراق نبات الخروع وهي سامة جداً.نبات شجري يتبع العائلة الفربيونية، أوراقه ذات خمسة فصوص في شكل راحة اليد، وثماره تحتوي على لوزة زيتية تعتصر ويخرج منها زيت مشهور، وتحتوي بذرة الخروع على حوالي 50% من وزنها زيتاً، وهذا الزيت هو المستخدم طبياً. تحتوي البذور مادة ريسين السامة وتذوب في الماء ولا تذوب في الزيت.

## الوصف

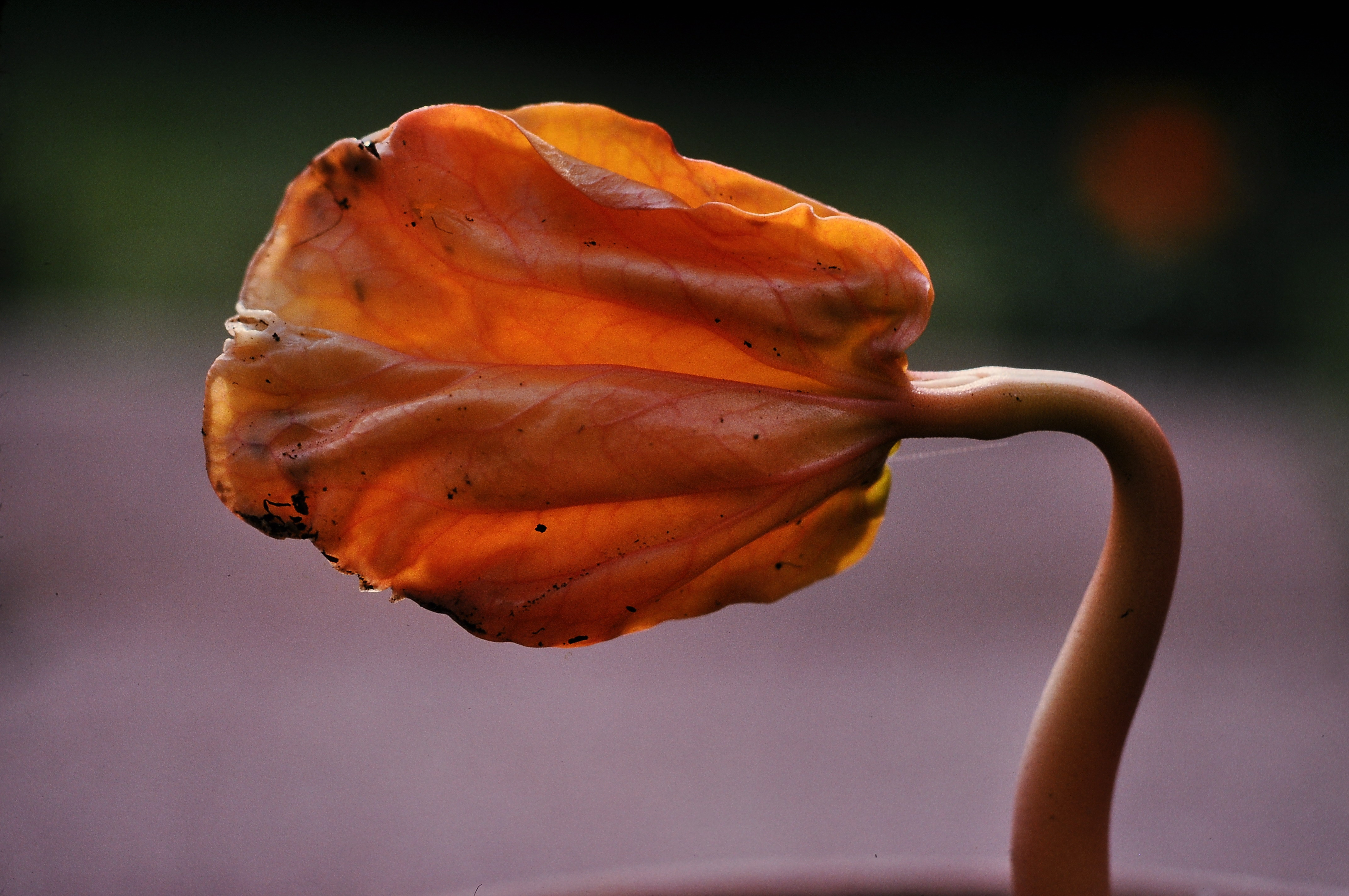
أوراق بذور نبات زيت الخروع

للخروع العديد من الضروب المعمرة في البلاد الحارة والحولية في البلاد الباردة. ساقها ليفية مخشوشبة تعلو ثلاثة أمتار. أوراقها متعاقبة معنقة طويلة الزناد كفية النصل ثمانية أو تساعية الفصوص. ازهرارها عنقودي منتصب. أزهارها صغيرة كثيفة. ثمارها جراء مستطيلة شائكة الغلاف. بذورها مصقولة لامعة القشرة الحمراء المخططة والمنمشة بالسمرة. لبها أبيض كريه الطعم مقيئ يستخرج منه زيت الخروع. ضروب الخروع عديدة منها الخروع الأبيض، والأرجواني، والأخضر والدموي والزنجباري والصغير والكبير.

## الإنتاج
الهند هي الأولى في إنتاج الخروع تتبعها الصين ثم البرازيل.
| أكثر عشرة دول إنتاجا لبذور زيت الخروع — 11 يوليو 2008 | أكثر عشرة دول إنتاجا لبذور زيت الخروع — 11 يوليو 2008 | أكثر عشرة دول إنتاجا لبذور زيت الخروع — 11 يوليو 2008 | أكثر عشرة دول إنتاجا لبذور زيت الخروع — 11 يوليو 2008 | أكثر عشرة دول إنتاجا لبذور زيت الخروع — 11 يوليو 2008 |
| الدولة | الإنتاج (بالأطنان)                                    | ملاحظات                                               |                                                       |                                                       |
| --- | ----------------------------------------------------- | ----------------------------------------------------- | ----------------------------------------------------- | ----------------------------------------------------- |
| الهند | 830000                                                | *                                                     |                                                       |                                                       |
| الصين | 210000                                                | *                                                     |                                                       |                                                       |
| البرازيل | 91510                                                 |                                                       |                                                       |                                                       |
| إثيوبيا | 15000                                                 | F                                                     |                                                       |                                                       |
| باراغواي | 12000                                                 | F                                                     |                                                       |                                                       |
| تايلاند | 11052                                                 |                                                       |                                                       |                                                       |
| فيتنام | 5000                                                  | *                                                     |                                                       |                                                       |
| جنوب إفريقيا | 4900                                                  | F                                                     |                                                       |                                                       |
| الفلبين | 4500                                                  | F                                                     |                                                       |                                                       |
| أنغولا | 3500                                                  | F                                                     |                                                       |                                                       |
| العالم | 1209757                                               | A                                                     |                                                       |                                                       |
| No symbol == official figure, P = official figure, F = FAO estimate, * = Unofficial/Semi-official/mirror data, C = Calculated figure A == Aggregate(may include official, semi-official or estimates); Source: Food And Agricultural Organization of United Nations: Economic And Social Department: The Statistical Devision نسخة محفوظة 19 يونيو 2012 على موقع واي باك مشين. |                                                       |                                                       |                                                       |                                                       |

## معرض الصور

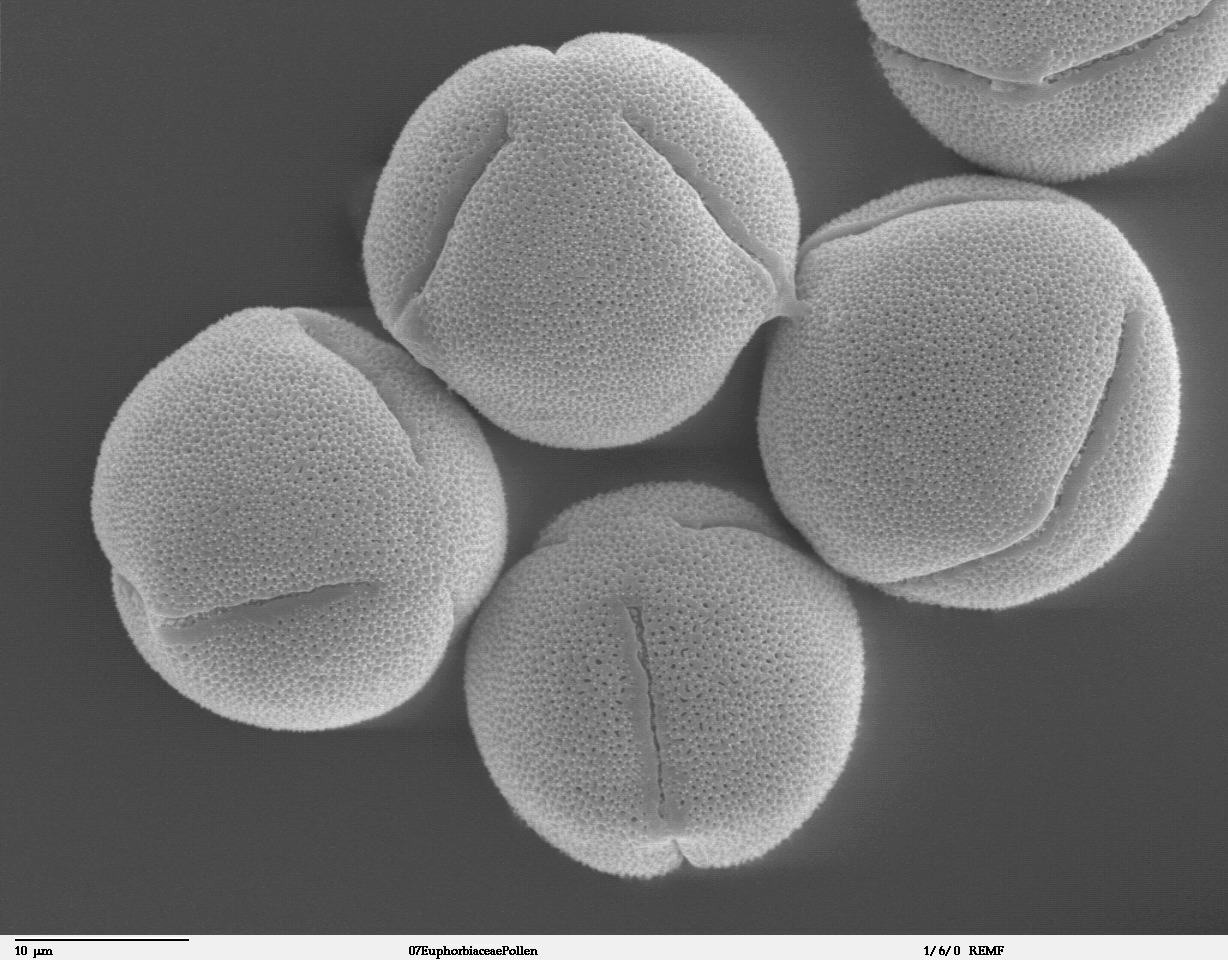
حبوب لقاح الخروع (مكبرة بالمجهر الإلكتروني)
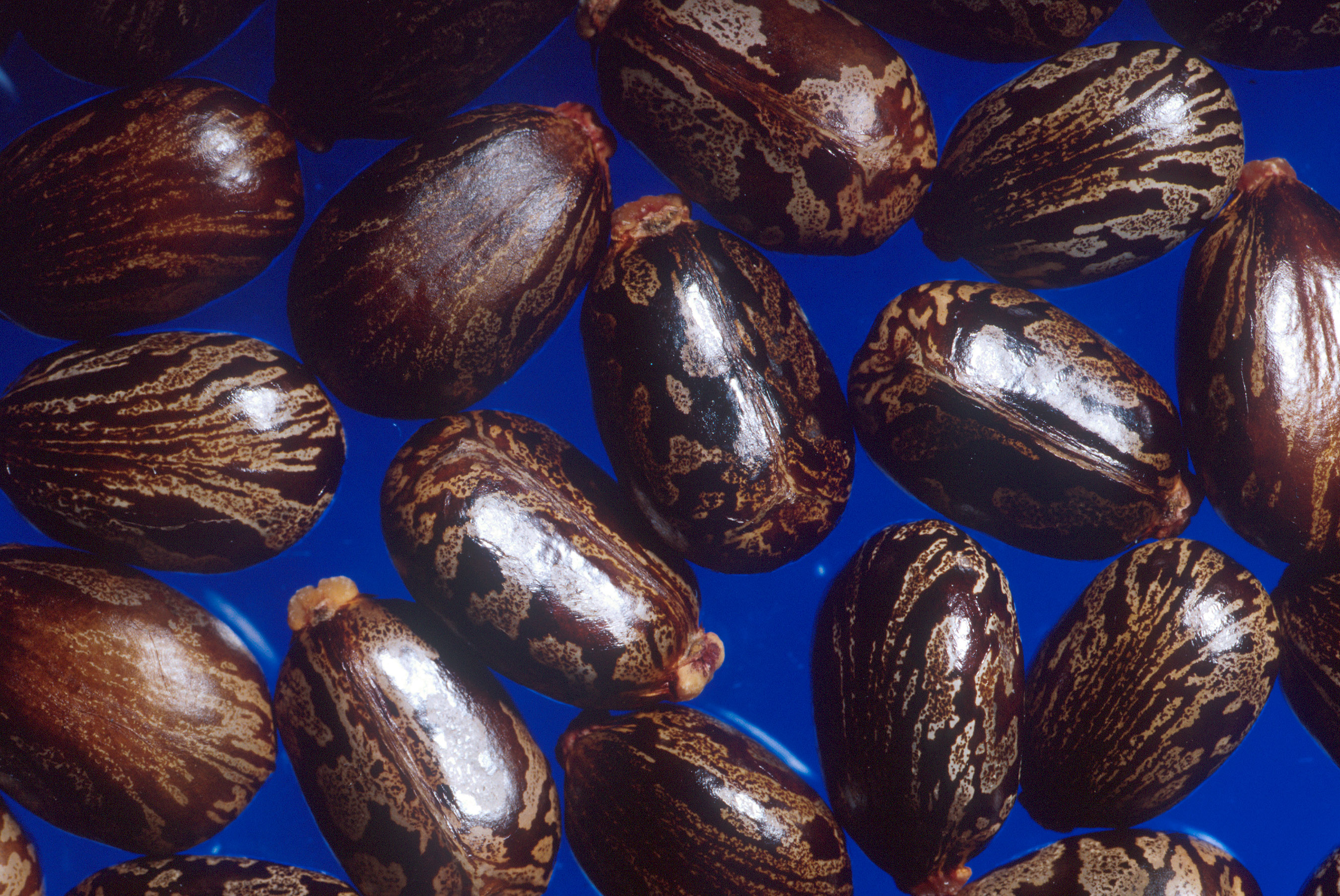
بذور الخروع
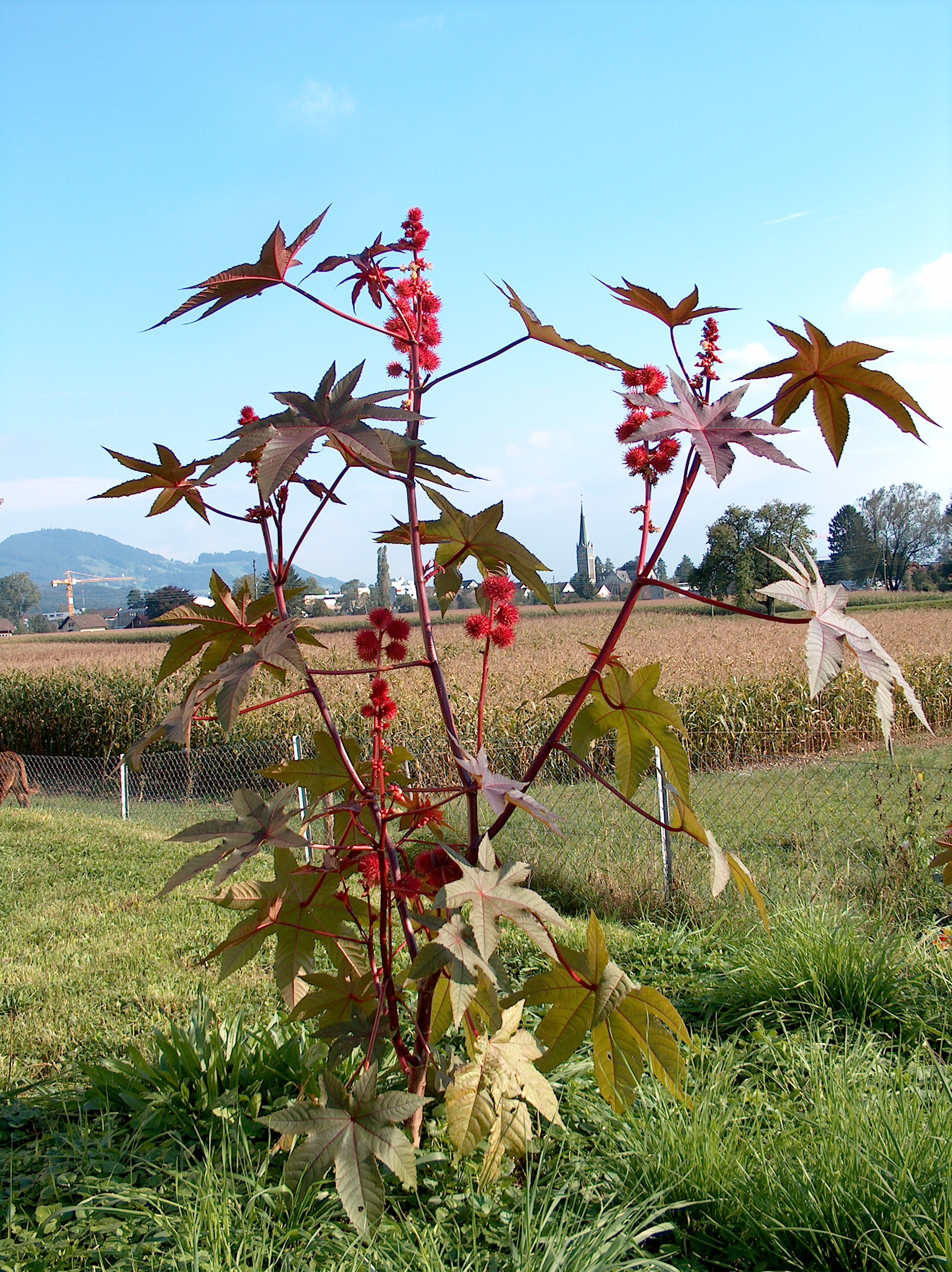
شجرة الخروع
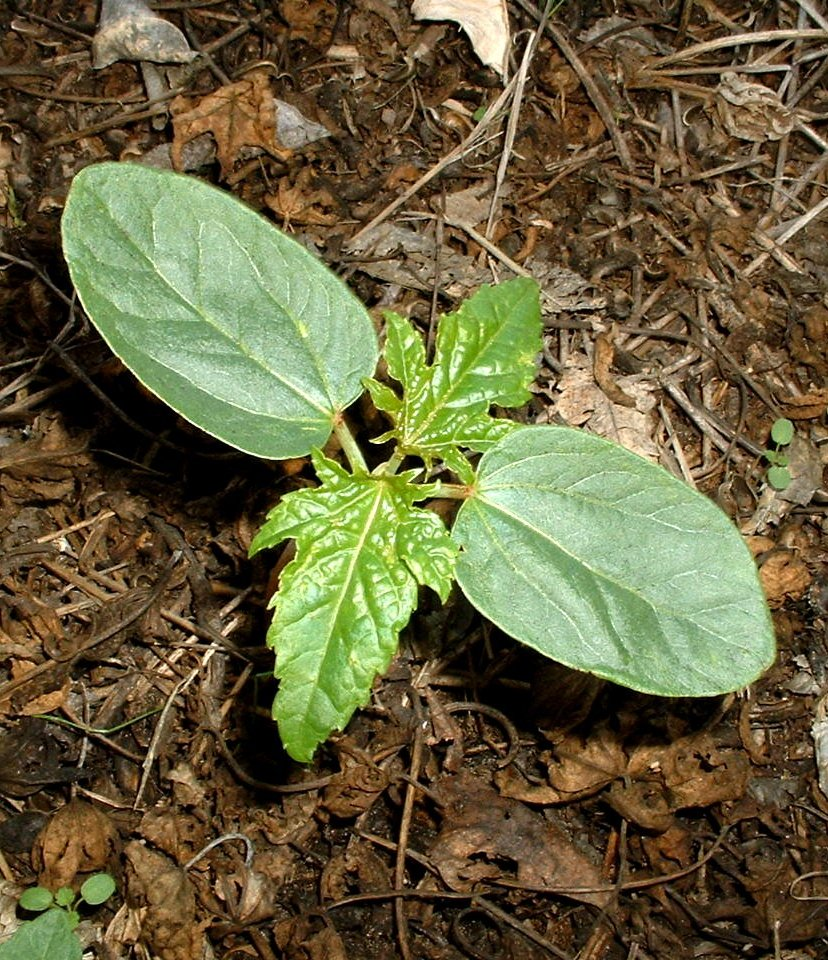
Seedling showing prominent فلقة (بذرة)s
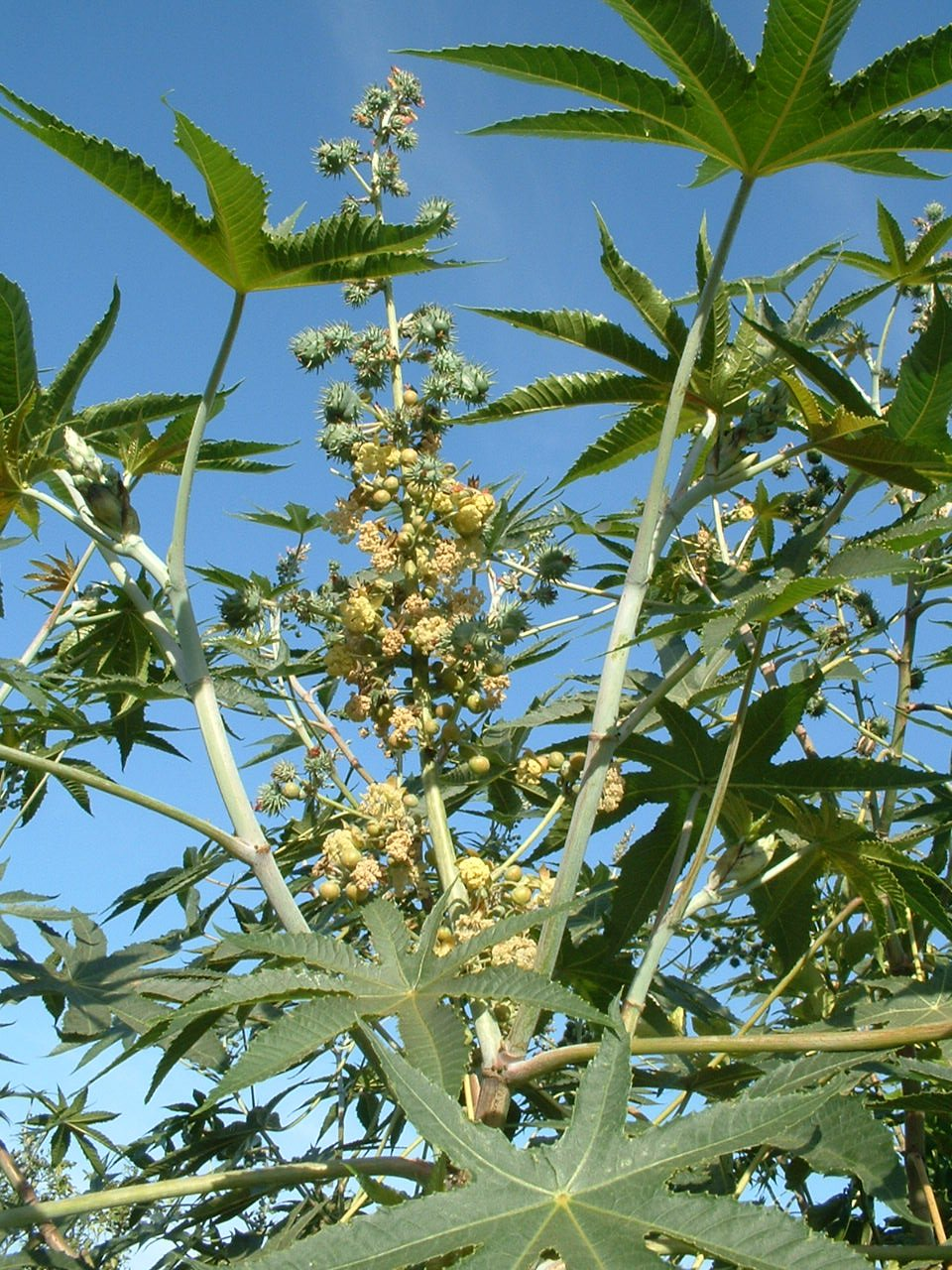
أزهار وفاكهة الخروع
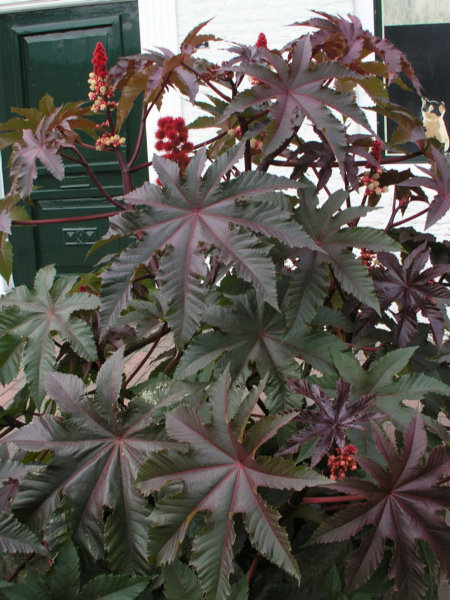
حديقة تحتوي على الخروع في هولندا
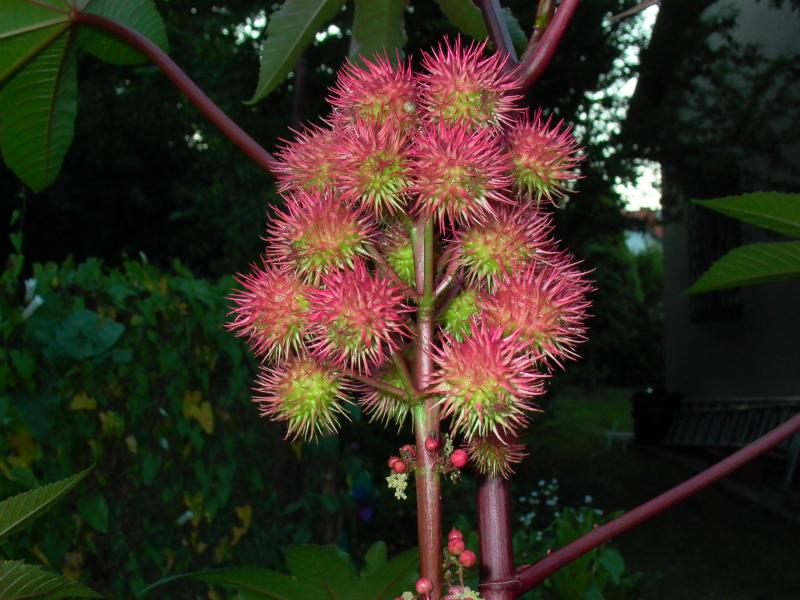
ثمرة الخروع
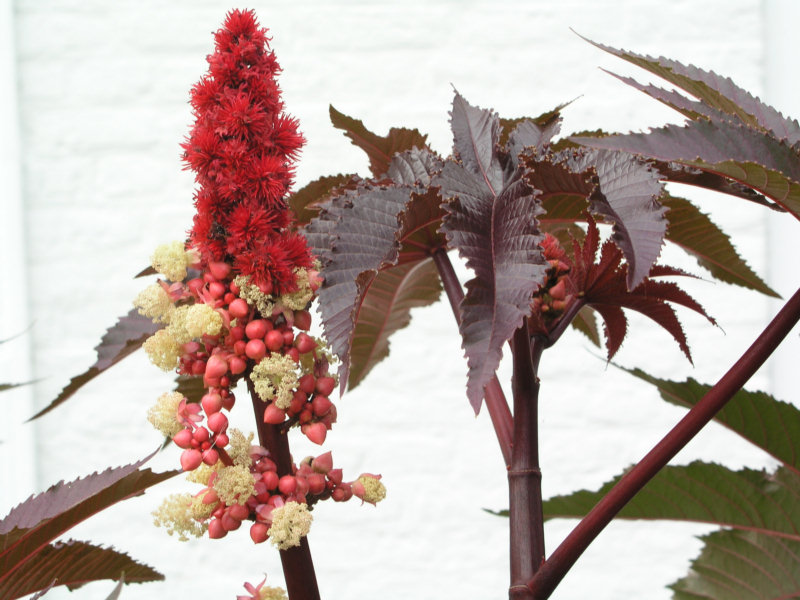
الازهرار
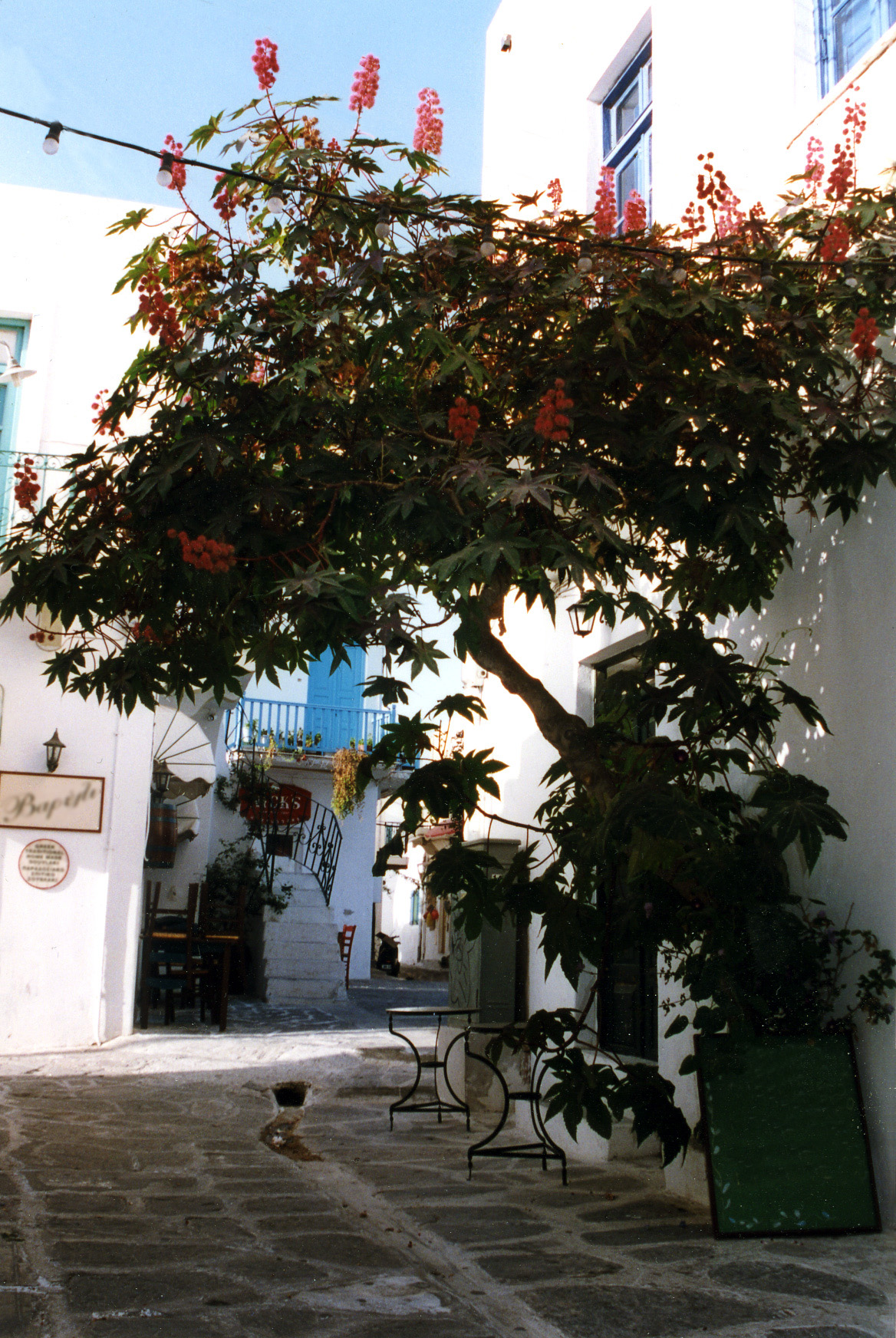
خروع في اليونان

## وصلات خارجية
- Ricinus communis L. at Purdue University
- Castor beans at Purdue University
- Ricinus communis (castor bean) at Cornell University
- Everitt، J.H. (2007). Weeds in South Texas and Northern Mexico. Lubbock: Texas Tech University Press. مؤرشف من الأصل في 2022-05-10. {{استشهاد بكتاب}}: الوسيط author-name-list parameters تكرر أكثر من مرة (مساعدة) ISBN 0-89672-614-2